# Christa Schröder
Christa Schroeder, nata Emilie Christine Schroeder (Hannoversch Münden, 19 marzo 1908 – Monaco di Baviera, 18 giugno 1984), è stata una delle segretarie personali di Hitler prima e durante la seconda guerra mondiale.

## Biografia
Nata nel paese di Hannoversch Münden, in Bassa Sassonia, dopo che i genitori morirono si trasferì a Nagold, dove lavorò per un avvocato dal 1929 al 1930. Dopo aver lasciato Nagold per trasferirsi a Monaco, Christa divenne impiegata presso il giornale delle SA Oberste SA-Führung. 
Conobbe Hitler all'inizio del 1933 quando fu eletto cancelliere, e poco dopo divenne sua segretaria personale fino alla caduta del Terzo Reich. Insieme a Johanna Wolf, Traudl Junge e Gerda Christian, formò il quartetto dei cosiddetti "segretari del Führer". Inizialmente, lavorò nell'ufficio dell'aiutante personale del Führer fino al 1939. Accompagnò poi il dittatore nei suoi viaggi di lavoro fino all'aprile del 1945. Durante questo periodo, Schroeder conobbe molti degli stretti contatti di Hitler e molti ufficiali militari di alto rango e politici del Terzo Reich. Annotava regolarmente le sue esperienze in lettere, diari e registrazioni stenografiche.  Nel 1938, Schroeder si fidanzò con il diplomatico jugoslavo Lav Alconic di Belgrado. Tre anni dopo il fidanzamento fu interrotto, poiché Hitler scoprì la relazione e non la tollerò.
Il 22 aprile 1945, Schroeder, Wolf e altri stretti collaboratori di Hitler, che fino ad allora erano stati nel bunker sotto la Cancelleria del Reich, furono portati via da Berlino in aereo e portati al Berghof. Lì Schroeder sperimentò il bombardamento della residenza di montagna di Hitler il 25 aprile, in cui la casa fu quasi completamente distrutta. Nel maggio 1945 venne arrestata dai soldati alleati e interrogata dall'ufficiale francese Albert Zoller al servizio della settima armata americana. Gli interrogatori e le ultime interviste fino al 1948 formano la base del primo libro pubblicato su Hitler nel dopoguerra, andato alle stampe nel 1949 col titolo Hitler privat (Hitler in privato).  
Fu internata fino al maggio 1948. L'8 dicembre 1947, Christa Schroeder iniziò un processo contro Christa Schroeder a Stoccarda.  Per discolparsi, sosteneva di non aver "saputo nulla di nulla"; inoltre, le conversazioni sulla politica a cena o in visita "a gentiluomini stranieri erano indesiderabili e proibite da Hitler". Alla fine di dicembre, fu condannata a tre anni in un campo di lavoro e a 5.000 RM (equivalenti a circa 19.000 euro di oggi)  di confisca dei beni.
Dopo il verdetto, in un'intervista ha fornito "interessanti rivelazioni sul suo capo". Il Führer l'aveva scelta come segretaria perché era "l'unica stenografa della Cancelleria del Reich in grado di seguire i suoi rapidi e frenetici dettami di mezzanotte". A volte aveva paura di Hitler, che di solito dettava di notte, che "camminava su e giù gesticolando selvaggiamente e recitava le sue parole ad alta voce", e aveva l'impressione che fosse "malato di mente".
Ritiratasi a vita privata dopo il 1949, Christa Schröder morì a Monaco nel 1984.

## Opere
- Christa Schroeder e Anton Joachimsthaler, Er war mein Chef: aus dem Nachlass der Sekretärin von Adolf Hitler, München, Langen Müller, 1985
- Christa Schroeder e Albert Zoller, Twelve Years with Hitler: Confidences of a Hitler's Private Secretary, Parigi, R. Julliard, 1949